# Onitis curvipes
Onitis curvipes là một loài bọ cánh cứng trong họ Bọ hung (Scarabaeidae).